# Théorème du sandwich (variante)
Pour les articles homonymes, voir Théorème du sandwich.
Ceci est un théorème qui concerne les dérivées (ou différentielles) de fonctions à valeurs réelles, et qui se déduit du théorème du sandwich usuel — ou théorème des gendarmes — de passage à la limite dans un encadrement.

## Énoncé

### Cas d'unefonction d'une variable réelle
Théorème — Soit {\displaystyle I} un intervalle contenant le réel {\displaystyle a}. Soient {\displaystyle f}, {\displaystyle m} et {\displaystyle M} trois fonctions réelles définies sur {\displaystyle I}.
On suppose que :
1. {\displaystyle \forall x\in I\quad m(x)\leq f(x)\leq M(x)} ;
2. {\displaystyle m(a)=f(a)=M(a)} ;
3. {\displaystyle m} et {\displaystyle M} sont dérivables en {\displaystyle a} et {\displaystyle m'(a)=M'(a)}.

Alors {\displaystyle f} est dérivable en {\displaystyle a} et {\displaystyle f'(a)=m'(a)\ (=M'(a))}.

### Cas général
Théorème — Soit {\displaystyle V} un voisinage d'un vecteur {\displaystyle a} d'un espace vectoriel normé. Soient {\displaystyle f}, {\displaystyle m} et {\displaystyle M} trois fonctions réelles définies sur {\displaystyle V}.
On suppose que :
1. {\displaystyle \forall x\in V\quad m(x)\leq f(x)\leq M(x)} ;
2. {\displaystyle m(a)=f(a)=M(a)} ;
3. {\displaystyle m} et {\displaystyle M} sont différentiables en {\displaystyle a} et {\displaystyle {\rm {d}}m_{a}={\rm {d}}M_{a}}.

Alors {\displaystyle f} est différentiable en {\displaystyle a} et {\displaystyle {\rm {d}}f_{a}={\rm {d}}m_{a}\ (={\rm {d}}M_{a})}.

## Démonstration (du cas général)
Pour {\displaystyle h} suffisamment petit,
{\displaystyle m(a+h)\leq f(a+h)\leq M(a+h)}
d'où (par les hypothèses 2 et 3)
{\displaystyle m(a+h)-m(a)-{\rm {d}}m_{a}(h)\leq f(a+h)-f(a)-{\rm {d}}m_{a}(h)\leq M(a+h)-M(a)-{\rm {d}}M_{a}(h)}
donc
{\displaystyle f(a+h)-f(a)-{\rm {d}}m_{a}(h)=o(\lVert h\rVert )},
d'où le résultat.